# John Good (cầu thủ bóng đá)
John Russell Good (29 tháng 1 năm 1933 – 23 tháng 3 năm 2005) là một cầu thủ bóng đá người Anh, thi đấu ở vị trí tiền vệ chạy cánh ở Football League cho Tranmere Rovers.